# ヨウ化スカンジウム(III)
ヨウ化スカンジウム(III)(Scandium triiodide)は、化学式ScI3の無機化合物で、ヨウ化ランタニドに分類される。この塩は、黄色い粉末状である。紫外線の放射を最大化し、電球の寿命を延ばす性質から、ヨウ化セシウム等の類似化合物とともに、メタルハライドランプに用いられる。最大紫外線放射は、光重合を開始させることができる範囲に調節することができる。
ヨウ化スカンジウム(III)は、塩化鉄(III)と似た構造を取り、菱面体晶となる。スカンジウムの配位数は6、ヨウ素の配位数は3で、三角錐形分子構造となる。
元素同士の直接反応により、最も純粋なヨウ化スカンジウム(III)が得られる。
2 Sc  +  3 I2   →    2 ScI3
より効率性の低い代替手段として、ヨウ化スカンジウム(III)六水和物(ScI3(H2O)6)の脱水により、無水ヨウ化スカンジウム(III)が得られる。

## 関連文献
- Tomasz Mioduski, Cezary Gumiski, and Dewen Zeng "Rare Earth Metal Iodides and Bromides in Water and Aqueous Systems. Part 1. Iodides" Journal of Physical and Chemical Reference Data 2012, vol. 41, 013104-1 to  013104-63.  doi:10.1063/1.3682093